# Ahr-Radweg
Der Ahr-Radweg ist ein Radwanderweg, der von der Ahr-Quelle in Blankenheim (Eifel) entlang der Ahr bis zu ihrer Mündung in den Rhein bei Remagen-Kripp führt. Einige Abschnitte sind Bahntrassenradweg. Die Route startet mitten in der Eifel und führt zunächst durch eine Tallandschaft mit weiten Flussschlingen. Ab dem Örtchen Schuld wird das Ahrtal enger und umschlingt den Ort in einer Schleife. In Altenahr sind dann Hänge und Felsen nahe an den Fluss herangerückt und bieten beste Voraussetzungen für den nun einsetzenden Weinbau. Hinter der Kurstadt Bad Neuenahr-Ahrweiler erreicht die Ahr das breite Mündungsdelta in den Rhein. Die Radroute ist mühelos von Freizeitradlern zu bewältigen. Die Strecke ist einheitlich mit dem Radweg-Logo gekennzeichnet.
Der Ahr-Radweg war nach der Flutkatastrophe im Juli 2021 zunächst nicht befahrbar. Aktuell (Stand: 17. November 2023) sind Teile des Ahr-Radwegs mit örtlichen Umleitungen wieder befahrbar, doch die Strecke zwischen Altenahr und Walporzheim ist weiterhin undurchgängig und stark beschädigt, sodass dort eine weiträumige Umfahrung erforderlich ist. Hierfür ist eine „Höhenroute“ geplant, die ab 2024 befahrbar sein soll.

## Streckenverlauf

### Blankenheim – Schuld
Die Quelle der Ahr (50° 26′ 17″ N, 6° 38′ 58″ O) liegt im Keller eines Fachwerkhauses in der Ortsmitte von Blankenheim. Die Route führt unterhalb des Ortes auf die Trasse der stillgelegten Bahnstrecke Ahrdorf–Blankenheim. Die Teilstrecke ist entweder asphaltiert oder gut geschottert. Da die Trasse nicht mehr komplett vorhanden ist, wird der Radweg mehrfach über Rampen und Ortsdurchfahrten geleitet. Nach Blankenheim wird Ahrhütte passiert, bevor Ahrdorf erreicht wird. Dort hat die Route Anschluss an den Kalkeifel-Radweg, der eine Verbindung zum Kylltal herstellt. Vom Kalkeifel-Radweg biegt bei Niederehe die Mineralquellen-Route ab und führt bei Daun auf den Maare-Mosel-Radweg.
Durch eine abwechslungsreiche Landschaft mit Wiesen, Wäldern und tiefen Taleinschnitten führt die Route über Antweiler nach Fuchshofen. Von hier bis Schuld sind dann, wegen des noch nicht fertiggestellten Radwegs, zirka fünf Kilometer auf der Landesstraße zurückzulegen.
(Länge: 30 km; Blankenheim auf 471 m, Schuld auf 265 m Höhe)

### Schuld – Rheinmündung bei Remagen-Kripp

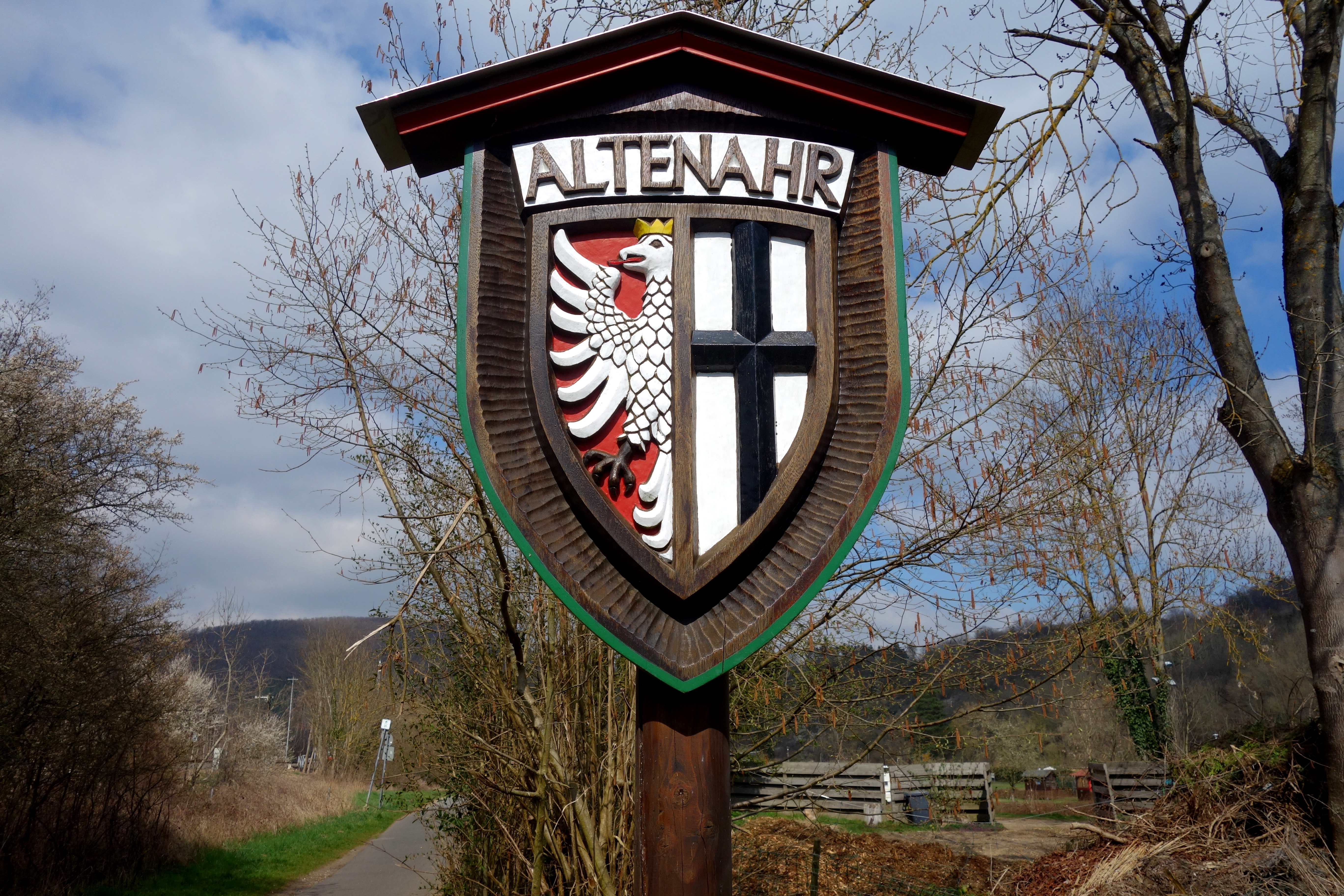
Hölzerne Ortstafel mit dem Wappen von Altenahr rechts des Radweges

Zwischen Schuld und Ahrbrück führt der Weg, teilweise auf der Trasse der stillgelegten Bahnstrecke Dümpelfeld–Lissendorf, durch ein breites Wiesental. Dümpelfeld wird passiert, wo die Vulkan-Rad-Route Eifel über die Vulkaneifel Richtung Mosel abzweigt. Weiter führt der Weg über Liers und Hönningen nach Ahrbrück, dem heutigen Endpunkt der von Remagen kommenden Ahrtalbahn.
Ab Kreuzberg folgt die landschaftlich reizvollste Strecke durch das jetzt tief eingeschnittene Ahrtal. Zwischen Altenahr und Laach musste lange die Bundesstraße benutzt werden; seit 2015 steht ein für 3,7 Millionen Euro errichteter 1,7 Kilometer langer Rad- und Fußweg zur Verfügung, der hinter Altenahr die Trasse des bis Walporzheim stillgelegten nördlichen Gleises der Ahrtalbahn nutzt, danach teilweise in den Hang eingeschnitten, teilweise aufgeständert verläuft und bei Laach schließlich mit einer 47 Meter langen Schrägseilbrücke die Ahr überquert. Auch zwischen Mayschoß und Rech sowie zwischen Dernau und Walporzheim verläuft der Weg auf der alten Bahntrasse, sodass zwischen Altenahr und Walporzheim insgesamt zwei Tunnel und sieben Ahrbrücken zum Radweg wurden.
Zwischen Ahrweiler und Sinzig verläuft der Weg meist am Flussufer. Bei Kripp mündet die Ahr in den Rhein und der Ahr-Radweg erreicht den Rhein-Radweg.
(Länge: 50 km; Schuld auf 265 m, Remagen-Kripp auf 56 m Höhe)

## Anschlussradwege
Die Drei-Flüsse-Tour Ahr, Erft, Rhein verbindet die drei Radwege Ahr-Radweg, Erft-Radweg und Rhein-Radweg zu einem 300 km langen Rundkurs. Dabei kann zwischen Blankenheim-Wald und Nettersheim die Bahnlinie Köln-Trier genutzt werden.
Vom Bahnhof Blankenheim-Wald startet auch der Urft-Radweg (ca. 40 km) und führt steigungsarm zum Rurufer-Radweg in der Nähe von Rurberg.
Am Bahnhof von Ahrdorf zweigt der Kalkeifel-Radweg nach Norden in die Eifel ab und erreicht nach 22 km das Kylltal und den Kyll-Radweg bei Hillesheim-Bolsdorf. Auf dieser Route zweigt nach ca. 10 km in Niederehe als weiter Querverbindung die Mineralquellen-Route ab. Die Mineralquellen-Route erreicht nach ca. 24 km Daun und verbindet damit den Ahr-Radweg mit dem Maare-Mosel-Radweg und dem Liesertal. Beide Routen nutzen ehemalige Bahntrassen, sodass die Steigungen sehr moderat sind.
Die Vulkan-Rad-Route Eifel zweigt vom Ahr-Radweg in Dümpelfeld ab und verbindet Ahr und Mosel über die Vulkaneifel. Er endet in Bullay an der Mosel und trifft dort auf den Mosel-Radweg.
An der Ahrmündung in den Rhein trifft der Ahr-Radweg auf den Rhein-Radweg und auf den Radweg Deutsche Einheit.
Siehe auch:
- Liste der Radfernwege in Deutschland
- Liste der Radwege in Rheinland-Pfalz
- Radverkehrsnetz NRW